# Yana Rapp
Yana Gun Louise Rapp, född 5 mars 1935 i Visnums församling i Värmlands län, är en svensk textilkonstnär verksam i Kristinehamn. Hon är känd för sin mångåriga produktion av textila verk, och har bland annat uppmärksammats för sina utställningar som behandlar historiskt mode och hattar.

## Konstnärskap
Rapp arbetar huvudsakligen med textila material och skapar bland annat tavlor av tyg och klädesplagg. Genom åren har hon ställt ut i olika sammanhang, ofta i Kristinehamn med omnejd. Bland annat har hon visat hattar och historiska modeföremål i en uppmärksammad utställning om “hattnostalgi”, rapporterad av Sveriges Radio. Hon har även fått uppmärksamhet i lokala tidningar för fortsatt konstnärligt arbete högt upp i åren, bland annat i en artikel i Nya Kristinehamns-Posten 2020 där hon diskuterade sitt skapande vid 85 års ålder. Hon har deltagit i flera återkommande evenemang såsom Konstens helg i Kristinehamn, där lokala konstnärer öppnar sina ateljéer för allmänheten.
Yana Rapps textilkonst har ibland kombinerats med bildkonst och klädskapande. I en artikel i Nerikes Allehanda nämns till exempel en utställning med bilder och kläder. I kommunens dokumentation över utställningar i Kristinehamn finns Rapp representerad flera gånger sedan sent 1990-tal.

## Familj och släktband
Yana Rapp var gift med konstnären Stig Olson. Hennes farbror var målaren Sven Rapp och hennes dotter är glaskonstnären, grafikern och konsthandläggaren Kristin Rapp (född 1959), och de har haft gemensamma utställningar. Hennes barnbarn är artisten och konstnären Jim Rapp.

## Stipendier och utmärkelser
Yana Rapp har mottagit stipendium för sina kulturella insatser i Kristinehamn.